# Barilius lairokensis
 Barilius lairokensis és una espècie de peix cipriniforme de la família dels ciprínids.

## Morfologia
Els mascles poden assolir els 8,7 cm de longitud total.

## Distribució geogràfica
Es troba a Manipur (Índia).